# Kenan Karaman
Kenan Karaman (Stuttgart, Baden-Wurtemberg, Alemania, 5 de marzo de 1994) es un futbolista turco-alemán. Juega de delantero y su equipo es el F. C. Schalke 04 de la 2. Bundesliga. Es internacional absoluto con la selección de Turquía desde el año 2017.

## Selección nacional
Karaman debutó con la selección de Turquía el 9 de noviembre de 2017 en la derrota por 2-0 ante Rumania en un encuentro amistoso.

## Estadísticas

### Clubes
Actualizado al último partido disputado el 18 de mayo de 2025.
| Club | Div.          | Temporada     | Liga  | Liga  | Copas nacionales(1) | Copas nacionales(1) | Copas internacionales(2) | Copas internacionales(2) | Total | Total |
| Club | Div.          | Temporada     | Part. | Goles | Part.               | Goles               | Part.                    | Goles                    | Part. | Goles |
| --- | ------------- | ------------- | ----- | ----- | ------------------- | ------------------- | ------------------------ | ------------------------ | ----- | ----- |
| TSG 1899 Hoffenheim · Alemania | 1.ª           | 2013-14       | 5     | 0     | 0                   | 0                   | —                        | —                        | 5     | 0     |
| TSG 1899 Hoffenheim · Alemania | Total club    | Total club    | 5     | 0     | 0                   | 0                   | 0                        | 0                        | 5     | 0     |
| Hannover 96 · Alemania | 1.ª           | 2014-15       | 11    | 0     | 0                   | 0                   | —                        | —                        | 11    | 0     |
| Hannover 96 · Alemania | 1.ª           | 2015-16       | 23    | 3     | 1                   | 1                   | —                        | —                        | 24    | 4     |
| Hannover 96 · Alemania | 2.ª           | 2016-17       | 31    | 6     | 3                   | 0                   | —                        | —                        | 34    | 6     |
| Hannover 96 · Alemania | 1.ª           | 2017-18       | 22    | 1     | 2                   | 1                   | —                        | —                        | 24    | 2     |
| Hannover 96 · Alemania | Total club    | Total club    | 87    | 10    | 6                   | 2                   | 0                        | 0                        | 93    | 12    |
| Fortuna Düsseldorf · Alemania | 1.ª           | 2018-19       | 21    | 3     | 1                   | 0                   | —                        | —                        | 22    | 3     |
| Fortuna Düsseldorf · Alemania | 1.ª           | 2019-20       | 20    | 6     | 1                   | 0                   | —                        | —                        | 21    | 6     |
| Fortuna Düsseldorf · Alemania | 2.ª           | 2020-21       | 28    | 7     | 1                   | 0                   | —                        | —                        | 29    | 7     |
| Fortuna Düsseldorf · Alemania | Total club    | Total club    | 69    | 16    | 3                   | 0                   | 0                        | 0                        | 72    | 16    |
| Beşiktaş J. K. Turquía | 1.ª           | 2021-22       | 25    | 2     | 3                   | 0                   | 5                        | 0                        | 33    | 2     |
| Beşiktaş J. K. Turquía | 1.ª           | 2022-23       | 2     | 0     | —                   | —                   | —                        | —                        | 2     | 0     |
| Beşiktaş J. K. Turquía | Total club    | Total club    | 27    | 2     | 3                   | 0                   | 5                        | 0                        | 35    | 2     |
| F. C. Schalke 04 · Alemania | 1.ª           | 2022-23       | 21    | 1     | 1                   | 0                   | —                        | —                        | 22    | 1     |
| F. C. Schalke 04 · Alemania | 2.ª           | 2023-24       | 29    | 13    | 2                   | 1                   | —                        | —                        | 31    | 14    |
| F. C. Schalke 04 · Alemania | 2.ª           | 2024-25       | 29    | 13    | 2                   | 1                   | —                        | —                        | 31    | 14    |
| F. C. Schalke 04 · Alemania | Total club    | Total club    | 79    | 27    | 5                   | 2                   | 0                        | 0                        | 84    | 29    |
| Total carrera | Total carrera | Total carrera | 267   | 55    | 17                  | 4                   | 5                        | 0                        | 289   | 59    |
| (1) Incluye datos de Copa de Alemania, Copa de Turquía y Supercopa de Turquía. (2) Incluye datos de Liga de Campeones de la UEFA. |               |               |       |       |                     |                     |                          |                          |       |       |

### Selección nacional
| Adulta Turquía | 2017          | 2 | 0 | 0  | 0 | — | — | 2  | 0 |
| Adulta Turquía | 2018          | 1 | 0 | 0  | 0 | — | — | 1  | 0 |
| Adulta Turquía | 2019          | 2 | 1 | 5  | 0 | — | — | 7  | 1 |
| Adulta Turquía | 2020          | 1 | 1 | 6  | 2 | — | — | 7  | 3 |
| Adulta Turquía | 2021          | 2 | 0 | 3  | 0 | 9 | 2 | 14 | 2 |
| Adulta Turquía | 2023          | — | — | 0  | 0 | — | — | 0  | 0 |
| Adulta Turquía | Total         | 8 | 2 | 14 | 2 | 9 | 2 | 31 | 6 |
| Total carrera | Total carrera | 8 | 2 | 14 | 2 | 9 | 2 | 31 | 6 |
| (1) Incluye los partidos de la clasificación para la Eurocopa (2020), la Liga de Naciones de la UEFA (2020) y la Eurocopa (2021). (2) Incluye los partidos de la Clasificación de UEFA para la Copa Mundial de Fútbol (2021). |               |   |   |    |   |   |   |    |   |

## Palmarés

### Títulos nacionales
| Título               | Club           | País    | Año  |
| -------------------- | -------------- | ------- | ---- |
| Supercopa de Turquía | Beşiktaş J. K. | Turquía | 2021 |